# Furaltadon
Furaltadon ist eine chemische Verbindung aus der Gruppe der Nitrofurane, die einen 5-Nitrofuran-Ring enthält und gehört zu den synthetischen Antibiotika.
Es wurde 1957 patentiert.

## Eigenschaften
Furaltadon hat ein chirales C-Atom und liegt als Racemat vor. Die (S)-Form wird Levofuraltadon genannt.

Furaltadon, (R)-Form
Levofuraltadon, (S)-Form

## Verwendung

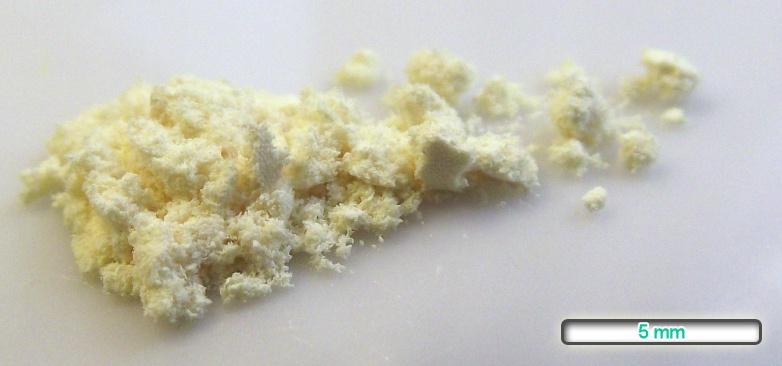
Furaltadonhydrochlorid

Furaltadon wurde insbesondere zur Behandlung von Geflügel eingesetzt. Rückstände dieses Wirkstoffs werden in jeder Konzentration wegen potentiell krebserregender und erbgutschädigender Effekte als gefährlich eingestuft.
Furaltadon wird humanmedizinisch als Antibiotikum für Harnwegsinfektionen eingesetzt. Es wird auch als antiprotozoisches Mittel verwendet. Es wurde erstmals im Oktober 1958 von den Autoren Kefauver, Paberzs und McNamara unter dem Wirkstoffnamen „Furmethonol“  als potenziell nützliches Mittel für die perorale Behandlung systemischer bakterieller Infektionen vorgestellt und 1959 unter dem Präparatenamen Altafur (Eaton Laboratories) im US-Markt eingeführt.

## Regulierung
In der Europäischen Union ist die Anwendung von Furaltadon bei Lebensmittel liefernden Tieren seit 1993 verboten. Demzufolge ist kein Präparat auf der Basis dieses Wirkstoffs verkehrsfähig.
Über den Safe Drinking Water and Toxic Enforcement Act of 1986 besteht in Kalifornien seit 1. April 1988 eine Kennzeichnungspflicht für Produkte, die Furaltadon enthalten.

## Externe Links zu erwähnten Verbindungen
1. ↑  Externe Identifikatoren von bzw. Datenbank-Links zu (R)-Furaltadon:  CAS-Nr.: 59811-34-6, PubChem: 6604316, ChemSpider: 32788879, Wikidata: Q128572944.
2. ↑  Externe Identifikatoren von bzw. Datenbank-Links zu Levofuraltadon:  CAS-Nr.: 3795-88-8, PubChem: 9579050, ChemSpider: 7853409, Wikidata: Q27155889.
3. ↑  Externe Identifikatoren von bzw. Datenbank-Links zu Furaltadonhydrochlorid:  CAS-Nr.: 3759-92-0, EG-Nr.: 223-169-4, ECHA-InfoCard: 100.021.064, PubChem: 9576185, ChemSpider: 7850633, Wikidata: Q27256693.
4. ↑  Externe Identifikatoren von bzw. Datenbank-Links zu (R)-Furaltadonhydrochlorid:  CAS-Nr.: 2818-22-6, PubChem: 76969148, ChemSpider: 34996395, Wikidata: Q128566887.
5. ↑  Externe Identifikatoren von bzw. Datenbank-Links zu Levofuraltadonhydrochlorid:  CAS-Nr.: 13146-28-6, PubChem: 9595286, ChemSpider: 7869432, Wikidata: Q27295567.
6. ↑  Externe Identifikatoren von bzw. Datenbank-Links zu Furaltadonhemi[(R,R)-tartrat]:  CAS-Nr.: 71662-11-8, EG-Nr.: 275-776-9, ECHA-InfoCard: 100.068.866, PubChem: 131873721, ChemSpider: 57579257, Wikidata: Q129063631.
7. ↑  Externe Identifikatoren von bzw. Datenbank-Links zu Furaltadon[(R,R)-tartrat]:  CAS-Nr.: 14343-71-6, EG-Nr.: 238-293-4, ECHA-InfoCard: 100.034.797, PubChem: 71586978, ChemSpider: 32698324, Wikidata: Q27268387.